# Bob Jones Award
Der Bob Jones Award ist die höchste Auszeichnung der United States Golf Association (USGA). Der Preis trägt seinen Namen zu Ehren von Bobby Jones (1902–1971). Er wird seit 1955 jährlich als Anerkennung hervorragender Sportlichkeit im Golfsport verliehen, die dem „Geist von Bobby Jones“, seinen persönlichen Qualitäten und seiner Haltung gegenüber dem Spiel und den Spielern entspricht.

## Preisträger
| Jahr | Preisträger              | Nationalität       |
| ---- | ------------------------ | ------------------ |
| 1955 | Francis Ouimet           | Vereinigte Staaten |
| 1956 | William C. Campbell      | Vereinigte Staaten |
| 1957 | Babe Zaharias            | Vereinigte Staaten |
| 1958 | Margaret Curtis          | Vereinigte Staaten |
| 1959 | Findlay S. Douglas       | Schottland         |
| 1960 | Chick Evans              | Vereinigte Staaten |
| 1961 | Joe Carr                 | Irland             |
| 1962 | Horton Smith             | Vereinigte Staaten |
| 1963 | Patty Berg               | Vereinigte Staaten |
| 1964 | Charles Coe              | Vereinigte Staaten |
| 1965 | Glenna Collett Vare      | Vereinigte Staaten |
| 1966 | Gary Player              | Südafrika          |
| 1967 | Richard Tufts            | Vereinigte Staaten |
| 1968 | Bob Dickson              | Vereinigte Staaten |
| 1969 | Gerald H. Micklem        | England            |
| 1970 | Roberto DeVicenzo        | Argentinien        |
| 1971 | Arnold Palmer            | Vereinigte Staaten |
| 1972 | Michael Bonallack        | England            |
| 1973 | Gene Littler             | Vereinigte Staaten |
| 1974 | Byron Nelson             | Vereinigte Staaten |
| 1975 | Jack Nicklaus            | Vereinigte Staaten |
| 1976 | Ben Hogan                | Vereinigte Staaten |
| 1977 | Joseph Dey               | Vereinigte Staaten |
| 1978 | Bing Crosby und Bob Hope | Vereinigte Staaten |
| 1979 | Tom Kite                 | Vereinigte Staaten |
| 1980 | Charles Yates            | Vereinigte Staaten |
| 1981 | JoAnne Carner            | Vereinigte Staaten |
| 1982 | Billy Joe Patton         | Vereinigte Staaten |
| 1983 | Maureen Ruttle Garrett   |                    |
| 1984 | Jay Sigel                | Vereinigte Staaten |
| 1985 | Fuzzy Zoeller            | Vereinigte Staaten |
| 1986 | Jess Sweetser            | Vereinigte Staaten |
| 1987 | Tom Watson               | Vereinigte Staaten |
| 1988 | Isaac B. Grainger        | Vereinigte Staaten |
| 1989 | Chi-Chi Rodríguez        | Puerto Rico        |
| 1990 | Peggy Kirk Bell          | Vereinigte Staaten |

| Jahr | Preisträger           | Nationalität       |
| ---- | --------------------- | ------------------ |
| 1991 | Ben Crenshaw          | Vereinigte Staaten |
| 1992 | Gene Sarazen          | Vereinigte Staaten |
| 1993 | P. J. Boatwright, Jr. | Vereinigte Staaten |
| 1994 | Lewis Oehmig          |                    |
| 1995 | Herbert Warren Wind   | Vereinigte Staaten |
| 1996 | Betsy Rawls           | Vereinigte Staaten |
| 1997 | Fred Brand, Jr.       |                    |
| 1998 | Nancy Lopez           | Vereinigte Staaten |
| 1999 | Edgar Updegraff       | Vereinigte Staaten |
| 2000 | Barbara McIntire      | Vereinigte Staaten |
| 2001 | Tom Cousins           | Vereinigte Staaten |
| 2002 | Judy Rankin           | Vereinigte Staaten |
| 2003 | Carol Semple Thompson | Vereinigte Staaten |
| 2004 | Jack Burke, Jr.       | Vereinigte Staaten |
| 2005 | Nick Price            | Simbabwe           |
| 2006 | Jay Haas              | Vereinigte Staaten |
| 2007 | Louise Suggs          | Vereinigte Staaten |
| 2008 | George H. W. Bush     | Vereinigte Staaten |
| 2009 | O. Gordon Brewer, Jr. | Vereinigte Staaten |
| 2010 | Mickey Wright         | Vereinigte Staaten |
| 2011 | Lorena Ochoa          | Mexiko             |
| 2012 | Annika Sörenstam      | Schweden           |
| 2013 | Davis Love III        | Vereinigte Staaten |
| 2014 | Payne Stewart         | Vereinigte Staaten |
| 2015 | Barbara Nicklaus      | Vereinigte Staaten |
| 2016 | Judy Bell             | Vereinigte Staaten |
| 2017 | Bob Ford              | Vereinigte Staaten |
| 2018 | Dennis Walters        | Vereinigte Staaten |
| 2019 | Lee Elder             | Vereinigte Staaten |
| 2020 | Pak Se-ri             | Südkorea           |
| 2021 | Bob Lewis             | Vereinigte Staaten |
| 2022 | Juli Inkster          | Vereinigte Staaten |
| 2023 | Johnny Miller         | Vereinigte Staaten |
| 2024 | Tiger Woods           | Vereinigte Staaten |